# 香山彬子
香山 彬子（かやま あきこ、1926年7月15日 - 1999年10月2日）は、日本の児童文学作家。
宗教法人「道会」の第4代会長（1981 - 1999）。

## 人物・来歴
東京出身。東京女子医科大学卒業。1966年「シマフクロウの森」で第7回講談社児童文学新人賞を受賞してデビュー。同作で第14回サンケイ児童出版文化賞受賞。1979年の『とうすけさん笛をふいて!』で第5回日本児童文芸家協会賞受賞。

## 著書
- 『きりこ山のオカリーナ』（木下公男絵、実業之日本社） 1965
- 『みどりいろのすず』 (東君平え、世界出版社、からーぶっく「ふろーら」） 1967.12
- 『金色のライオン』（佃公彦絵、講談社） 1967、のち青い鳥文庫
- 『シマフクロウの森』（木下公男絵、講談社） 1967、のち青い鳥文庫
- 『白い風』（講談社） 1968
- 『こりすのふかふかまくら』（東君平絵、世界出版社） 1968
- 『りゅうのきた島』（作・絵、講談社） 1970
- 『みどりのようせい』（東君平絵、世界出版社） 1970年
- 『ねむたがりやのらいおん』（作・画、高橋書店） 1975
- 『おばけのカスパン』（文・絵、講談社） 1976.3
- 『おばけのたらんたんたん』（佃公彦画、小学館） 1977.4
- 『とうすけさん笛をふいて!』（牧野鈴子絵、講談社） 1979.11、のち青い鳥文庫（徳田秀雄絵）
- 『風の中のアルベルト』（田中槙子絵、講談社） 1981.12
- 『ひらひらセネガの羽 小さなサンタ=クロース』（杉田豊絵、講談社） 1982.12
- 『サンタクロースとこぎつね』（佃公彦絵、佑学社） 1985.11
- 『ポンペリポッサ』 (篠崎三朗絵、学習研究社、学研えほん館 世界むかしむかし） 1989.5
- 『聖書物語 旧約編』(中沢潮絵、講談社、青い鳥文庫)  1993.11
- 『聖書物語 新約編』(中沢潮絵、講談社、青い鳥文庫)  1994.10
- 『ドイツ滞在記 美しい森と丘陵と河と街と人々』（Duft-Berg工房） 1994.1

### 「ふかふかウサギ」シリーズ
- 『ふかふかウサギ』（文・絵、理論社） 1973、のちフォア文庫
- 『ふかふかウサギの海の旅日記』（理論社） 1975 
  - 『ふかふかウサギ海の旅日記』（理論社、ふかふかウサギのぼうけんシリーズ） 1981.3
- 『ふかふかウサギの砂漠の冒険』（作・え、理論社） 1977.9
  - 『ふかふかウサギ砂漠のぼうけん』（理論社、ふかふかウサギのぼうけんシリーズ） 1981.3
- 『ふかふかウサギ気球船の旅』（理論社、ふかふかウサギのぼうけんシリーズ） 1981.3
- 『ふかふかウサギぼうけんのはじまり』（理論社、ふかふかウサギのぼうけんシリーズ） 1981.3
- 『ふかふかウサギ夢の特急列車』（理論社、ふかふかウサギのぼうけんシリーズ） 1981.3

### 「ぷいぷい島」シリーズ
- 『ぷいぷい博士のぷいぷい島』（作・絵、佑学社） 1983.6
- 『ぷいぷい島のすてきな春』（作・絵、佑学社） 1984.3
- 『ぷいぷい家族のふしぎな夏』（作・絵、佑学社） 1985.5
- 『ぷいぷい島のかがやく秋』（作・絵、佑学社） 1986.12
- 『ぷいぷい家族のいのりの冬』（作・絵、佑学社） 1987.1

## 翻訳
- 『彫刻家の娘』(トウベ・ヤンソン、講談社文庫) 1973